# Pierre Loubens
Pour les articles homonymes, voir Loubens et Soula.
Pierre Loubens, pseudonyme de Henri-Pierre Soula, né le 9 avril 1922 à Paris et mort le 21 mai 1994 à son domicile toulousain, est un journaliste français de radio et télévision.

## Biographie
Henri-Pierre Soula entame sa carrière journalistique en 1945 dans les colonnes du quotidien national Le Populaire, auprès de Léon Blum. À partir du 7 novembre 1947, il est nommé rédacteur en chef du Journal parlé de la Radiodiffusion française à la station régionale Toulouse-Pyrénées créée en 1924, diffusée sur la longueur d’onde de 318 mètres en ondes moyennes à partir d'un émetteur d’une puissance de 150 kw installé à Muret (Haute-Garonne), et couvrant les 13 départements des régions Midi-Pyrénées et Languedoc-Roussillon.
Pierre Loubens composera la toute première rédaction de la station avec des journalistes professionnels, parmi lesquels Patrice Clément (Maurice Denuc, qui  sous le pseudo d'André Arnaud fera ensuite carrière à Europe 1), Jean-Paul Terray, Raoul Lambert, Juliette Lamy, Jacques Sudan, ainsi que plusieurs pigistes auxquels il convient d'ajouter des correspondants locaux (en moyenne un à deux par département de Midi-Pyrénées). Une organisation semblable sera ensuite établie à Montpellier, pour le Languedoc-Roussillon, avec René Raynaud à sa tête, mais toujours sous la direction régionale de Toulouse.
En 1961, Pierre Loubens est à l’origine des magazines télévisés d’actualité régionale diffusés sur l’émetteur du pic du Midi de Bigorre en alternance avec la station Bordeaux-Aquitaine. Après avoir assumé pendant près de 17 ans les responsabilités de la rédaction en chef, il est nommé en 1964 grand reporter et fait alors connaître par de nombreuses émissions, tant radiophoniques que télévisuelles, des innovations comme la création à Toulouse en 1968 du tout premier SAMU  de France (Service d'Aide Médicale d’Urgence) par le professeur Louis Lareng, qui dirige l'Institut Européen de Télémédecine, et dont il est resté l’ami très proche.
Il effectue entièrement sa carrière à Toulouse, et se spécialise dans la littérature, l'histoire et les monuments du Languedoc, les sciences et la médecine jusqu’à son départ à la retraite le 20 mars 1982.

## Sources
Entretiens radiophoniques (non archivés) réalisés en direct avec Pierre Loubens sur F.R.3 Toulouse en mars 1982 à l'occasion du départ à la retraite de ce pionnier, et dont seuls quelques enregistrements "pirates" existent encore.